# Damir Markota
Damir Markota, född 26 december 1985 i Sarajevo, Jugoslavien, är en kroatisk-bosnisk-svensk basketspelare. Han spelar för den turkiska basketklubben Besiktas och Kroatiens herrlandslag i basket. Han är 208 cm lång.
Under Bosnienkriget flyttade familjen till Stockholm då han spelade basket för Polisen Basket, numera Hammarby. När han var fjorton år flyttade han till Kroatien. Hans mor är från Kroatien och fadern från Bosnien.